# آنیوریسم (ترانه)
«آنیوریسم» (به انگلیسی: Aneurysm) یکی از ترانه‌های گروه گرانج نیروانا است. برخلاف اغلب ترانه‌های نیروانا که کرت کوبین به تنهایی آن‌ها را می‌نوشت، «آنیوریسم» جزو معدود قطعه‌هایی است که هر ۳ عضو گروه در نوشتن‌اش مشارکت داشته‌اند و از این رو قابل توجه‌است.
«آنیوریسم» اولین بار در ژانویهٔ ۱۹۹۱ در استودیویی در سیاتل، واشینگتن واشینگتن ضبط شد. این اجرا در سپتامبر همان‌سال به‌عنوان بی-ساید تک‌آهنگ «بوی روح نوجوانی می‌ده» منتشر شد. این نسخه از ترانه، در سال ۱۹۹۲ در نسخهٔ ژاپنی و استرالیایی ای‌پی تور هورمونینگ منتشر شد و در سال ۲۰۰۴ در مجموعهٔ گردآوری شدهٔ با چراغ‌های خاموش وجود داشت.
دومین نسخهٔ استودیویی «آنیوریسم» در ۹ نوامبر ۱۹۹۱ و برای یکی از برنامه‌های رادیویی بی‌بی‌سی به‌نام Mark Goodier's Evening Session ضبط شد. این نسخه از ترانه، در سال ۱۹۹۲ با تمپوی بالاتر و استفادهٔ بیشتر از افکت‌های استریو در آلبوم گردآوری شدهٔ زنا منتشر شد.
در سال ۱۹۹۴ نسخه‌ای ترکیبی از دو اجرای زندهٔ ترانه در ویدئوی زنده! امشب! بلیط تمام شد!! گنجانده شد. این نسخه دربردارندهٔ تصاویری از دو اجرای «آنیوریسم» در ۲۵ نوامبر ۱۹۹۱ در هلند و ۲۳ ژانویهٔ ۱۹۹۳ در برزیل بود.
یک نسخهٔ اجرای زندهٔ دیگر «آنیوریسم» مربوط به کنسرت نیروانا در ۲۱ دسامبر ۱۹۹۱ در دل مار کالیفرنیا است که در آلبوم لایو از کناره‌های گل‌آلود ویشکا وجود دارد. این قطعه در قالب اولین تک‌آهنگ تبلیغاتی از کناره‌های گل‌آلود ویشکا هم منتشر شده‌است. برای ویدئوی همراه نسخهٔ صوتی هم، تصاویری از ویدئوهای زنده! امشب! بلیط تمام شد!! استفاده شد.
نسخهٔ دیگر اجرای زندهٔ «آنیوریسم» مربوط به اجرای آن در ریدینگ فستیوال انگلستان است که در آلبوم ویدئویی زنده در ریدینگ (۲۰۰۹) وجود دارد.
طبق اطلاعات موجود در کتاب سنگین‌تر از بهشت نوشتهٔ چارلز آر. کراس، متن ترانهٔ «آنیوریسم» در مورد روابط عاشقانهٔ کرت کوبین و تابی ویل نوشته شده‌است.